# ペッテル・フークステット
ペッテル・フークステット（Petter Hugsted、1921年7月11日 - 2000年5月19日）はノルウェー、コングスベルグ出身の元スキージャンプ選手、元サッカー選手。

## プロフィール
1940年にホルメンコーレンスキー大会で2位となる。第二次世界大戦後全盛を迎え、1947年のラハティスキーゲームズで優勝、ホルメンコーレンスキー大会で3位入賞、翌1948年のサンモリッツオリンピックで金メダルを獲得した。この大会では36歳のヴェテランビルゲル・ルートが銀メダル、トルライフ・シェルデルプが銅メダルを獲得しノルウェー勢がメダルを独占した。
1948年にはまたホルメンコーレンスキー大会で3位、1949年にアメリカ、ユタ州ソルトレイクシティで行われた全米選手権のチャンピオンとなっている。
フークステットはサッカー選手としても優秀で、ノルウェー代表Bチームのキャプテンを務めた経験がある。
後にフークステットは同郷の先輩ビルゲル・ルートとともにコングスベルクスキーミュージアムの設立、運営に尽力した。